# Pusaanjärvi
Pusaanjärvi är en sjö i kommunen Etseri i landskapet Södra Österbotten i Finland. Sjön ligger 131,7 meter över havet. Den är 4,9 meter djup. Arean är 87 hektar och strandlinjen är 5,51 kilometer lång. Sjön  ingår i Kumo älvs huvudavrinningsområde.   Den ligger omkring 69 kilometer sydöst om Seinäjoki och omkring 260 kilometer norr om Helsingfors. 
I sjön finns ön Raatosaari. 